# Lightweight Directory Access Protocol
Lightweight Directory Access Protocol eller LDAP får en række forskelligartede systemer til at anvende en fælles kilde for brugeroplysninger. Dette reducerer besværet ved den daglige administration af virksomhedens systemer væsentligt. Dette gælder både for administratorerne og brugerne der ikke skal huske mange forskellige brugernavne og kodeord.
LDAP er defineret som en nem måde at komme i forbindelse med informationen i et bibliotek (X.500 Directory) f.eks authentication af brugeroplysninger eller lignende. Nu er der ikke så mange der præcist benytter X.500, men X.500 har på en måde stået fadder til Vines, Novell NDS og Microsoft Active Directory. LDAP er en protokol, en ensartet måde at kommunikere på, baseret på TCP/IP.